# Leo Esser
Leo Esser   (Düsseldorf, 17 de febrer de 1907) va ser un saltador alemany que va competir durant la dècada de 1930.
El 1932 va prendre part en els Jocs Olímpics de Los Angeles, on fou cinquè en la prova de trampolí de 3 metres del programa de salts. Quatre anys més tard, als Jocs de Berlín, fou sisè en la mateixa prova.
En el seu palmarès destaca una medalla d'or al Campionat d'Europa de natació de 1934, i cinc campionats nacionals.